# Das Wasser des Lebens (1988)
Das Wasser des Lebens (Originaltitel: O živé vodě) ist ein Märchenfilm von Ivan Balaďa aus dem Jahr 1988, der auf dem gleichnamigen Märchen der Brüder Grimm basiert.

## Handlung
In einem Königreich wird der dort regierende König durch Fluch eines alten Zauberers zu einem alten gebrechlichen Mann. Der Fluch kann nur durch das Wasser des Lebens besiegt werden. Der verwunschene König lässt seine drei Söhne ausschicken, um ihn dieses Heilwasser zu beschaffen. Während seine beiden älteren Söhne an der Aufgabe scheitern, gelingt es dem jüngsten Sohn das Wasser des Lebens zu bekommen und seinen Vater zu bringen. Der Fluch ist gebannt und der jüngste Sohn heiratet zum Lohn eine schöne und liebreizende Frau.

## Hintergrundinformationen
- Der Film wurde erstmals am 10. Januar 1988 im ZDF gesendet.[2]
- Es ist die erste Verfilmung des Märchens, 2017 folgte eine weitere.
- Der Film unterscheidet sich in einigen Details von der Vorlage. So wird der König in der Grimmschen Version nicht verflucht. Auch reiten die Söhne darin nacheinander aus, im Film begeben sich die beiden älteren zeitgleich auf die Suche. Außerdem kommt der böse Zwerg aus dem Märchen in der Verfilmung nicht vor.